# Разлука (фильм)
«Разлука» (англ. Separation) — художественный фильм режиссёра Уильяма Белла 2021 года. Премьера состоялась 30 апреля 2021 года. Фильм получил множество негативных отзывов критиков.

## Сюжет
Восьмилетняя Дженни оказывается в центре событий, когда её родители расходятся. Её мать Мэгги — адвокат, её отец Джефф — художник. После развода родителей, Дженни привыкла к тому, что в последнее время она всё чаще остаётся одна. Большую часть времени она проводит со странной куклой по имени Гризли Кин, созданной по мотивам работ её отца.
Когда её мать погибает в автокатастрофе, мир для девочки рушится. Отец забирает её жить к себе в Бруклин и теперь хочет взять опеку над Дженни. Новая няня Саманта должна выполнять в её жизни роль женщины-воспитателя, что является сложной ситуацией для Дженни. Что ещё хуже, её кукла начинает жить своей собственной жуткой жизнью, которую может видеть только Дженни.

## В ролях
- Руперт Френд — Джефф Ван
- Вайолет Макгроу — Дженни Ван
- Мадлен Брюэр — Саманта
- Мэнни Перес  — офицер Питт
- Челси Дебо — Кори
- Брайан Кокс — Риверс
- Мэми Гаммер — Мэгги Ван
- Саймон Куотерман — Алан Росс

## Производство и релиз
Работа над фильмом началась в 2018 году. В ноябре 2018 года к актерскому составу фильма присоединились Мэми Гаммер, Мадлен Брюэр, Брайан Кокс и Вайолет МакГроу.
В марте 2021 года компании Open Road Films и Briarcliff Entertainment приобрели права на распространение фильма и назначили его премьеру на 23 апреля 2021 года. Затем релиз был перенесен на 30 апреля 2021 года.

## Критика
На сайте Rotten Tomatoes фильм имеет рейтинг 7 % основанный на 30 отзывах, со средней оценкой 4,3 из 10.
Ник Шагер из Variety назвал сюжет фильма «скучным и женоненавистническим, в котором различные типы женщин представляются злобными извергами, терроризирующими якобы сочувствующих мужчин». Фрэнк Шек из The Hollywood Reporter написал, что фильм «попытка привнести страх в сценарий, вдохновленный фильмом „Крамер против Крамера“», но «растрачивает интригующую постановку и потрясающее исполнение, превращаясь в знакомые жанровые образы».